# توماس فرنسيس دويل
توماس فرنسيس دويل (بالإنجليزية: Thomas Francis Doyle)‏ هو سياسي نيوزلندي، ولد في 1893 في نيوزيلندا، وتوفي في 1968 في نيوزيلندا. حزبياً، نشط في حزب العمال النيوزيلندي.